# Teretistris
Teretistris là một chi chim trong họ Parulidae.
Đây là các loài chim đặc hữu của Cuba. Cho đến năm 2002, chúng được cho là những chiến binh của Thế giới mới, nhưng các nghiên cứu DNA đã chỉ ra rằng chúng không liên quan chặt chẽ với gia đình đó.

## Phân loại
Chi Teretistris từ lâu đã được đặt trong họ chim cựu thế giới Parulidae, cho đến khi một nghiên cứu năm 2002 kiểm tra 25 chi của chiến binh New World sử dụng DNA ty thể và hạt nhân và thấy rằng sáu chi được đặt bên ngoài gia đình, bao gồm cả Teretistris. Năm trong số các chi đã bị nghi ngờ là không ngồi thoải mái bên trong Parulidae, nhưng trước nghiên cứu này chưa bao giờ có ý kiến cho rằng Teretistris không thuộc họ chim chích chòe tân thế giới.

## Các loài
- Teretistris fernandinae
- Teretistris fornsi